# Asperula setosa
Asperula setosa är en måreväxtart som beskrevs av Hippolyte François Jaubert och Édouard Spach. Asperula setosa ingår i släktet färgmåror, och familjen måreväxter. Inga underarter finns listade i Catalogue of Life.